# Louise Otto-Peters
Louise Otto-Peters (Meissen, 1819 - Leipzig, 1895) fue una periodista y escritora que publicaba con el seudónimo masculino de Otto Stern y reconocida como una de las fundadoras del feminismo alemán. Participó activamente en las revoluciones de 1848 en Alemania demandado la situación educativa y económica de las mujeres.

## Trayectoria
Inició su carrera literaria en 1840, publicando poemas, cuentos y artículos políticos. En estos últimos denunciaba los efectos de la revolución industrial sobre la población y la opresión de la mujer. Posteriormente unió los dos intereses en su activismo, creando asociaciones como el  Allgemeiner Deutscher Frauenverein , que fomentaba la incorporación de las mujeres al mundo laboral.
Desde mediados de la década de 1840 se convirtió en la editora de la publicación revolucionaria Frauenzeitung (El periódico de las mujeres) (1849 – 1852) desde donde reivindicaba la reforma educativa femenina y la mejora de las condiciones de las trabajadoras de las ciudades industriales. Insistía fundamentalmente en la independencia femenina no solo material y económica sino también de pensamiento.
En 1858, cuando ya tenía una carrera como escritora, contrajo  matrimonio con Augusto Peters, quien escribía bajo el seudónimo Elfried Von Taura.
Colaboró con su esposo en algunas obras como el Mitteldeutsche Volkszeitung (1864), que se publicó tras la muerte de éste.
En 1865 fundó la Asociación General de Mujeres Alemanas, en la que redactó el Neue Bahnen (Leipzig, 1866) hasta su muerte, en colaboración con Augusto Schmidt.
De entre su extensa producción literaria cabe destacar:
- Mein Lebensgang, considerada su mejor colección de poemas.[3]
- Gedichte aus fünf Jahrzehnten (Leipzig, 1893).